# Dschāmiʿ at-tawārīch

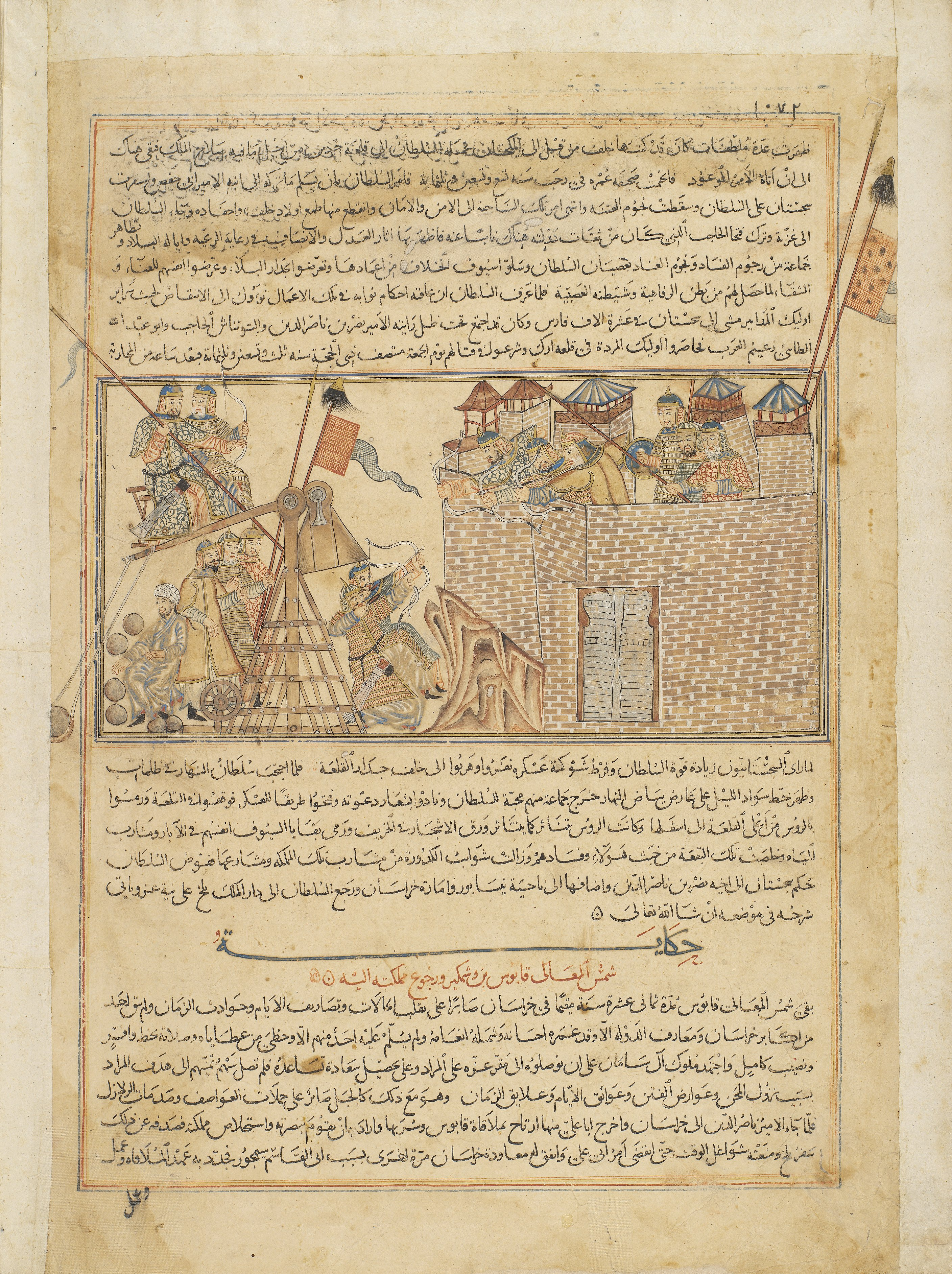
Mongolen belagern eine Stadt. Dschami' at-tawarich, Manuskript Edinburgh Or.Ms 20

Das Dschāmiʿ at-tawārīch (arabisch und persisch جامع التواريخ, DMG Ǧāmiʿ at-tawārīḫ, ‚Sammlung von Chroniken‘, mongolisch Судрын чуулган Sudar-yn Chuulgan) ist ein enzyklopädisches Werk aus der Zeit des mongolischen Ilchanats in Persien. Geschrieben wurde es zu Beginn des 14. Jahrhunderts von Raschid ad-Din (Rašīd ad-Dīn Faḍl Allāh, 1247–1318), der Wesir am Hof der Ilchane war. Aufgrund der Vielfalt der behandelten Themen wird das Werk als „erste Weltgeschichte“ angesehen. Die UNESCO hat das Werk in die Liste des Weltdokumentenerbes aufgenommen.
Ursprünglich war das Werk in drei Bänden angelegt. Erhalten geblieben sind insgesamt etwa 400 Seiten in mehreren Ausgaben in Persisch, Arabisch, und Mongolisch. Es beschreibt die Kultur und wichtige Ereignisse der Weltgeschichte von China bis Europa sowie die Geschichte der Mongolen. Neben der „Geheimen Geschichte der Mongolen“ ist die Universalgeschichte die bedeutendste historische Quelle für die mongolische Frühgeschichte.

## Entstehung
Ilchan Mahmud Ghazan hatte die Absicht, die Erinnerung an die nomadischen Wurzeln der mongolischen Kultur wachzuhalten, nachdem die Mongolen sesshaft geworden waren, und sich an die Sitten des von ihnen beherrschten Persien angepasst hatten. Dieser Abschnitt des Dschami' at-tawarich mit dem Titel Ta’rich-i Ghazani beschreibt die Geschichte der Mongolen und deren Herkunft aus der Steppe. Um sein Werk zusammenzustellen, errichtete Raschid ad-Din einen ganzen Gebäudekomplex, die Rab'i Raschidi in der ilchanischen Hauptstadt Täbris, der eine Moschee, ein Krankenhaus, eine Bücherei und Lehrräume umfasst. Die Stiftungsurkunde des Rab'i Raschidi zählt seit 2007 zum Weltdokumentenerbe. Nach Ghazans Ilchans Tod erteilte dessen Nachfolger Öldscheitü Raschid ad-Din den Auftrag, sein Werk auszuweiten und eine Geschichte der ganzen bekannten Welt zu schreiben. Die Arbeit wurde zwischen 1306 und 1311 vollendet.
Nach Raschid ad-Dins Hinrichtung im Jahr 1318 wurde die Rab'i-Raschidi-Stiftung geplündert, das Manuskript blieb jedoch bewahrt. Die Stiftung wurde später von seinem Sohn, dem Wesir Ghiyath al-Din wiederhergestellt, die Gebäude erweitert. Der Text des Dschami' at-tawarich diente später als Vorlage für eine illuminierte, noch erhaltene Version des Schāhnāme, die heute als „Demotte-Schāhnāme“ bekannt ist.

## Inhalt

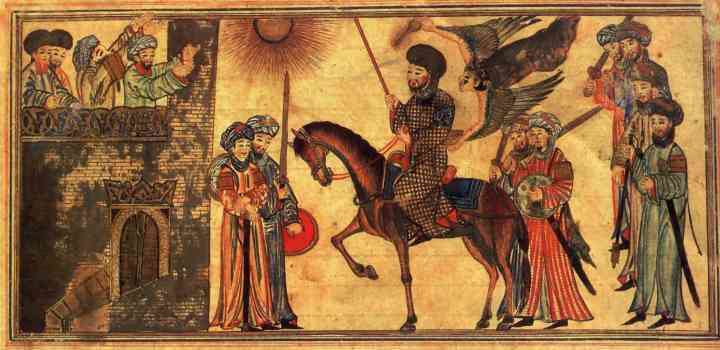
Mohammed unterwirft den Stamm der Banu Nadir. Aus dem Dschami' at-tawarich

Das Dschami' at-tawarich bestand aus vier großen Teilen:
Ta'rich-i Ghazani

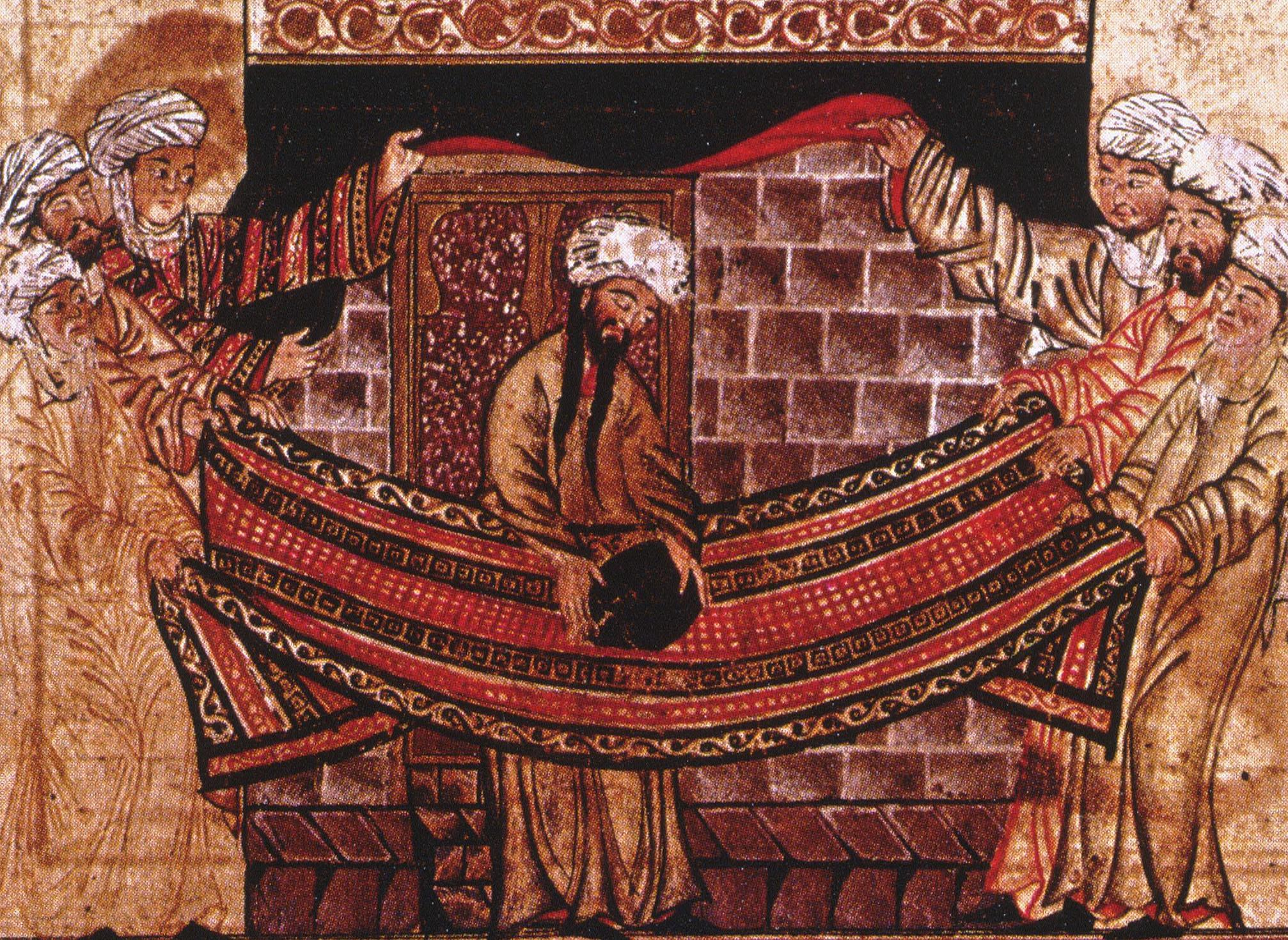
Mohammed beim Anbringen des Schwarzen Steines, aus einer Buchillustration des Dschami at-tawarich (1315)

Der ausführlichste Teil des Manuskripts enthielt:
- Geschichte, Genealogie und Legenden der Mongolen und Turkvölker
- Geschichte der Mongolen von Dschingis Khan bis zum Tod von Ghazan Ilchan

Zweiter Teil
- Geschichte der Herrschaft Öldscheitüs bis 1310 (nicht erhalten)
- Geschichte der anderen (nicht-mongolischen) Völker Eurasiens – eine Universalgeschichte von der Erschaffung der Welt nach dem Vorbild der Annalen des Abbasidischen Historikers at-Tabarī:
  - Adam und die Patriarchen
  - Herrscher des vorislamischen Perserreichs
  - Mohammed, die „Rechtgeleiteten Kalifen“, Umayyaden, Abbasiden und Fatimiden
  - Islamische Dynastien des Perserreichs (Ghaznawiden, Choresm-Schahs, Ismailiten)
  - Turkvölker,
  - Geschichte Chinas,
  - Geschichte der Juden,
  - Geschichte der „Franken“ (Europas, vor allem der Päpste und des Heiligen Römischen Reichs)
  - Geschichte Indiens.

Schu'ab-i pandschganah

Dieser Teil, erhalten in zwei Manuskripten in der Bibliothek des Topkapı-Palastmuseums (Ms. H. 2937) enthält fünf Genealogien der Araber, Juden, Mongolen, Franken und Chinesen.
Suwar al-akalim

Kompendium geografischer Informationen, nicht erhalten.

## Erhaltene Fragmente
Wahrscheinlich sind etwa 20 Abschriften des originalen Manuskripts des Dschami' at-tawarich angefertigt worden; die Rab'i-Raschidi-Stiftung hatte Anweisung, jedes Jahr ein arabisches und persisches Manuskript herzustellen, die an verschiedene Städte verteilt werden sollten. Nur wenige davon sind heute noch erhalten. Spätere Kopien enthalten zusätzliche Illustrationen und Texte zu aktuellen Ereignissen der jeweiligen Zeit.

### Manuskripte in arabischer Sprache
Das älteste bekannte Exemplar ist in arabischer Sprache und wird ins frühe 14. Jahrhundert datiert. Es ist nur fragmentarisch erhalten. 151 Folios des Manuskripts werden in der Universität Edinburgh verwahrt (Or.Ms 20), 59 Folios befinden sich in der Sammlung Nasser David Chalili.
Der in Edinburgh aufbewahrte Teil enthält die ältere Geschichte bis zum Abschnitt über den Propheten Mohammed, dessen Geschichte sich im Teil der Chalili-Sammlung fortsetzt. Der Text setzt sich auf verschiedenen Blättern in beiden Sammlungen fort, der Abschluss befindet sich wiederum im Edinburgh-Manuskript.

#### Folios in Edinburgh
Die Blätter in Edinburgh messen 41,5 × 34,2 cm, von denen 37 × 25 cm beschrieben sind. Je 35 Zeilen pro Seite sind in Naschī-Kalligrafie geschrieben. Die Folios 1, 2, 70–170, und das Ende fehlen. Ein später hinzugefügter Eintrag datiert das Manuskript auf 1306–1307. Der Inhalt besteht aus vier Teilen: Die Geschichte Persiens und Arabiens vor der islamischen Zeit, die Geschichte des Propheten und der Kalifen, die Geschichte der Ghaznaviden, Seldschuken und Atabeys, und die Geschichte der Choresm-Schahs.

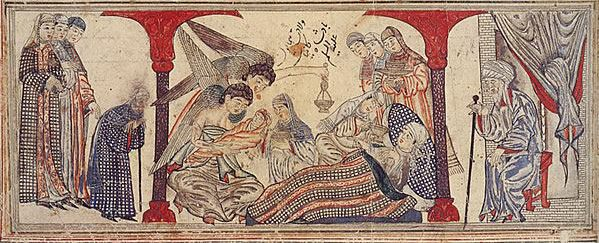
Geburt Mohammeds, Edinburgh University Library (MS Arab 20, folio 42r)

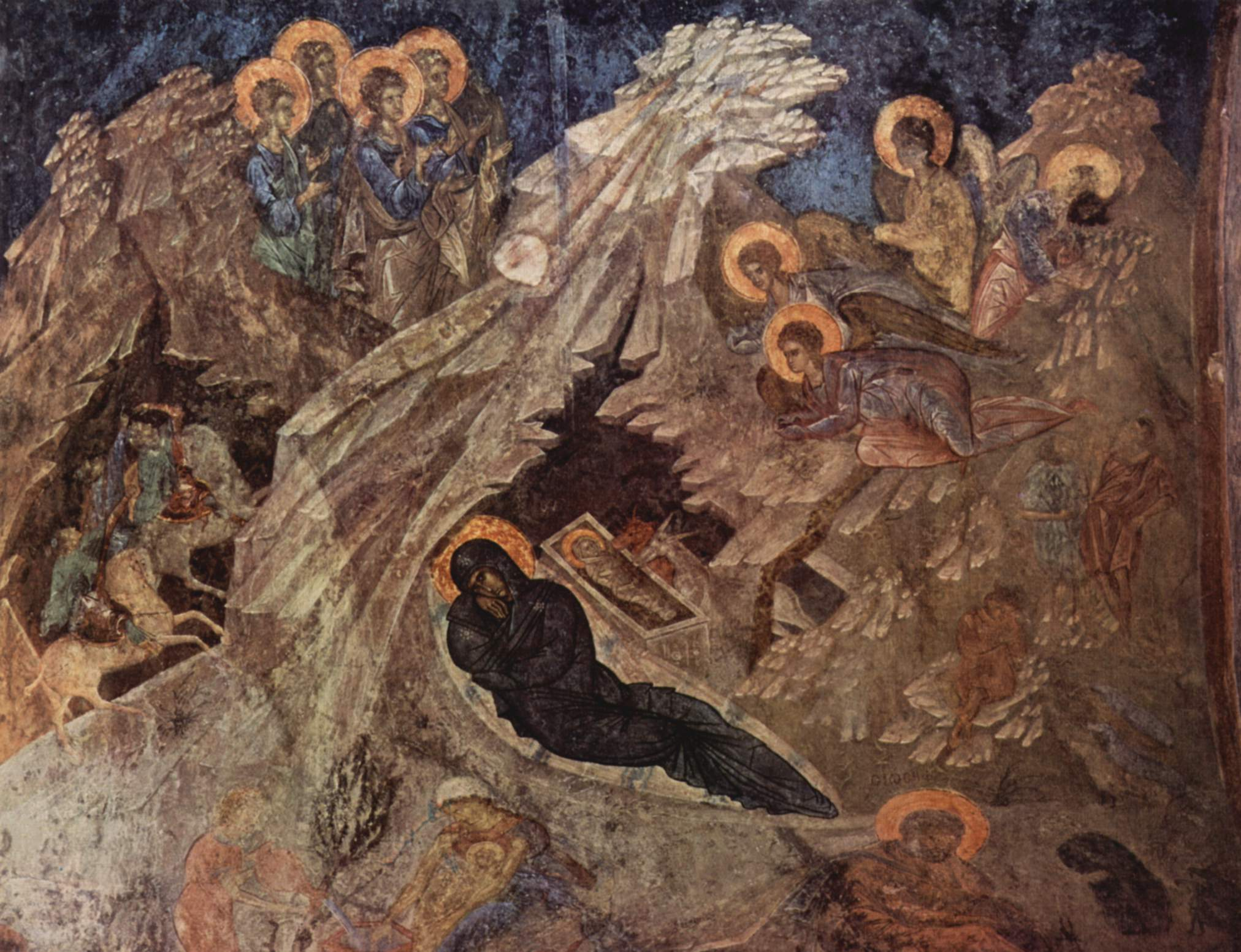
Geburt Christi, Meister der Peribleptos-Kirche in Mistra, Fresko, ca. 1348/80

Das Edinburgh-Manuskript wurde Anfang des 19. Jahrhunderts von dem Linguisten Duncan Forbes im Nachlass von Colonel John Baillie gefunden, weshalb das Manuskript manchmal auch als „Baillie-Manuskript“ bezeichnet wird. Es enthält 70 Miniaturen in ungewöhnlichem Querformat, die jeweils nur etwa ein Drittel einer Seite einnehmen. Dies wird auf chinesische Einflüsse zurückgeführt. Die Miniaturen sind in Tinte gezeichnet, mit aquarellierten Farben ausgemalt, und reich mit Blattsilber dekoriert, das heute durch Oxidation geschwärzt ist. Auch die Einflüsse christlicher Bildtraditionen sind erkennbar: Die Illustration der Geburt Mohammeds folgt der byzantinischen Ikonografie der Darstellung der Geburt Christi, nur dass anstelle der drei Weisen aus dem Morgenland drei Frauen erscheinen, während die Position des Joseph vom Großvater des Propheten, ʿAbd al-Muttalib ibn Hāschim, eingenommen wird. Wie andere frühe Miniaturen aus der Ilchanidenzeit unterscheiden auch diese sich von den wenigen erhaltenen islamischen Miniaturen der gleichen Zeit durch die Gestaltung ihres Hintergrunds, der aus einer vollständigen Landschaft besteht und nicht nur aus einzelnen Felsen oder Pflanzen. Architekturelemente erhalten zuweilen einen Eindruck von räumlicher Tiefe, der durch unterschiedliche Schichtung der Bildelemente und die Verwendung von Dreiviertel-Ansichten entsteht.
In den Illustrationen wurden vier unterschiedliche Maler und zwei Assistenten identifiziert:
- Der Maler Irams: Dieser Künstler zeigt die meisten chinesischen Einflüsse (Bäume in chinesischem Stil, Behandlung der Landschaft, nachdenkliche Personendarstellungen). Seine Arbeit ist durch eine offene Malweise, nur minimale Modellierung, linear gestaltete Faltenformen, ausführliche Details, balancierte Bildkomposition und zarte, blasse Farbgebung gekennzeichnet, er verwendet wenig Blattsilber. Sein Assistent war der Meister von Tahmura.[11]
- Der Maler von Lohrasp malte Thronszenen in eklektischen Stil, in schwerem und eckigem Faltenwurf, kahle, leere Hintergründe. Besonders ein fehlendes Interesse an Landschaftsdarstellungen zeigt, dass er von chinesischen Einflüssen frei war, er könnte aber von arabisch-syrischen und mesopotamischen Malereien gewusst haben. Die Qualität seiner Arbeit wechselt, er benutzt regelmäßig Blattsilber. Ihm assistierte der Meister der Szenen aus dem Leben Mohammeds.[11]
- Der Meister der Schlachtenszenen: Wie die Beobachtung zeigt, dass manchmal die Anzahl der Waffen nicht mit zur Anzahl der dargestellten Personen passt, oder dass dem einen oder anderen Pferd ein Bein fehlt, könnte es diesem Maler an Sorgfalt fehlen. Seine Miniaturen kennzeichnet eine ausgeprägte Symmetrie der Darstellung: Meist sind zwei Gruppen aus einem Anführer und 2–3 Gefolgsleuten einander gegenübergestellt. Die Hintergrunddekoration beschränkt sich auf kleine Grasbüschel, außer wenn er Belagerungen und Angriffe auf Städte darstellt.[11]
- Der Meister des Alp Arslan hat nur auf den letzten Blättern gearbeitet, in grobem, wenig ausgewogenem Stil. Seine Figuren sind oft fehlerhaft proportioniert.[11]

Bemerkenswert ist auch die Darstellung unterschiedlicher ethnischer Charaktere, die sich nicht nur in ihren körperlichen Eigenschaften unterscheiden, sondern auch in der Art, wie ihre Kleidung und Kopfbedeckungen wiedergegeben werden. Man unterscheidet Abessinier, Europäer (vergleichbar dargestellt wie in christlich-syrischen Manuskripten), Chinesen, Mongolen und Araber.
Die Edinburgh-Folios waren im Sommer 2014 auf einer Ausstellung der Edinburgh University Library zu sehen.

#### Folios in der Sammlung Khalili

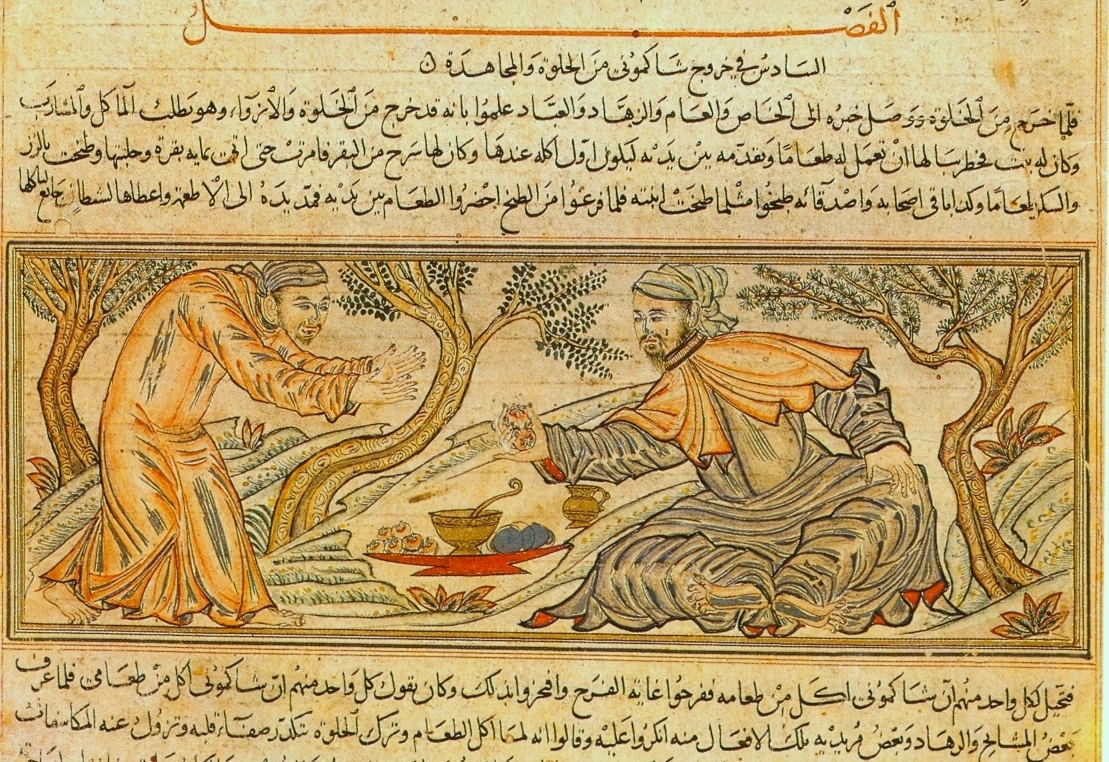
Buddha opfert dem Teufel Früchte, Sammlung Chalili

Das arabische Manuskript in der Sammlung Khalili (MSS727) enthält 59 Folios, davon sind 35 illustriert. Bis 1980 waren die Blätter im Besitz der Royal Asiatic Society in London, in deren Sammlung sie William Morley 1841 wiederentdeckt hatte. Eine Zeit lang war es in der „King’s Library“ des Britischen Museums ausgestellt. Die Blätter enthalten einen anderen Teil des Manuskripts als die Edinburgh-Fragmente und messen 43,5 × 30 cm. Wahrscheinlich stammen sie daher aus einer anderen Kopie des Manuskripts. Dem lückenhaften Text fehlen möglicherweise heute diejenigen Folioblätter, die nicht illustriert gewesen waren.
Das Manuskript enthält 20 Illustrationen und 15 Seiten mit Porträts chinesischer Kaiser. Der Text umfasst die Geschichte des Islam, die Zeit der chinesischen Geschichte vor 1300, die Geschichte Indiens und einen Teil der Geschichte der Juden. Wieder sind Arbeiten der Meister von Luhrasp und Alp Arslan zu erkennen. Leichte stilistische Unterschiede erklären sich vielleicht durch unterschiedliche Herstellungszeiten. Ein weiterer, neuer Maler war für die Porträts der chinesischen Kaiser verantwortlich, der mit der chinesischen Malerei sehr vertraut gewesen sein muss: Seine Miniaturen sind in ihrer Linienführung, Ausmalung und in der Verwendung schwarzer und roter Farben chinesischen Wandmalereien aus der Zeit der Yuan-Dynastie ähnlich. Die Folioblätter sind inschriftlich auf 1314 datiert, als Ort ihrer Herstellung ist Täbris unter der Leitung von Raschid ad-Din angegeben.

### Manuskripte in persischer Sprache

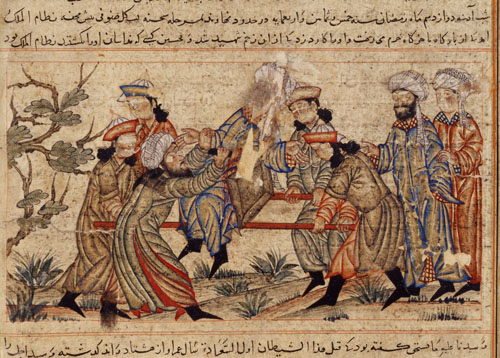
Ein Assassine (links, weißer Turban) erdolcht Nizām al-Mulk, Topkapı MS H 1653.

In der Bibliothek des Topkapı-Palasts in Istanbul befinden sich zwei Manuskriptkopien aus dem 14. Jahrhundert:
- MS H 1653, hergestellt 1314, mit späteren Hinzufügungen aus timuridischer Zeit, datiert 1425, für Sultan Schāh Ruch. Das Manuskript, bekannt unter dem Namen Majmu'ah, enthält neben dem Dschami' at-tawarich noch Bal'amis Version der Annalen von at-Tabarī und Niẓām Šāmīs Safar-nāme. Die hier erhaltenen Teile des Dschami' at-tawarich umfassen den Großteil der Geschichte Mohammeds und des Kalifats sowie die Geschichte der Ghaznaviden, Seldschuken, Choresm-Schahs, Ismailiten und der Turkvölker. Es enthält 68 Abbildungen.
- MS H 1654, angefertigt 1317, enthält 118 Illustrationen, darunter 21 Seiten mit Porträts chinesischer Kaiser. Es wurde ebenfalls unter Aufsicht von Raschid ad-Din kopiert und war wie MS H 1653 im Besitz Sultan Schāh Ruchs.[13][14]

### Spätere Fassungen und Manuskripte

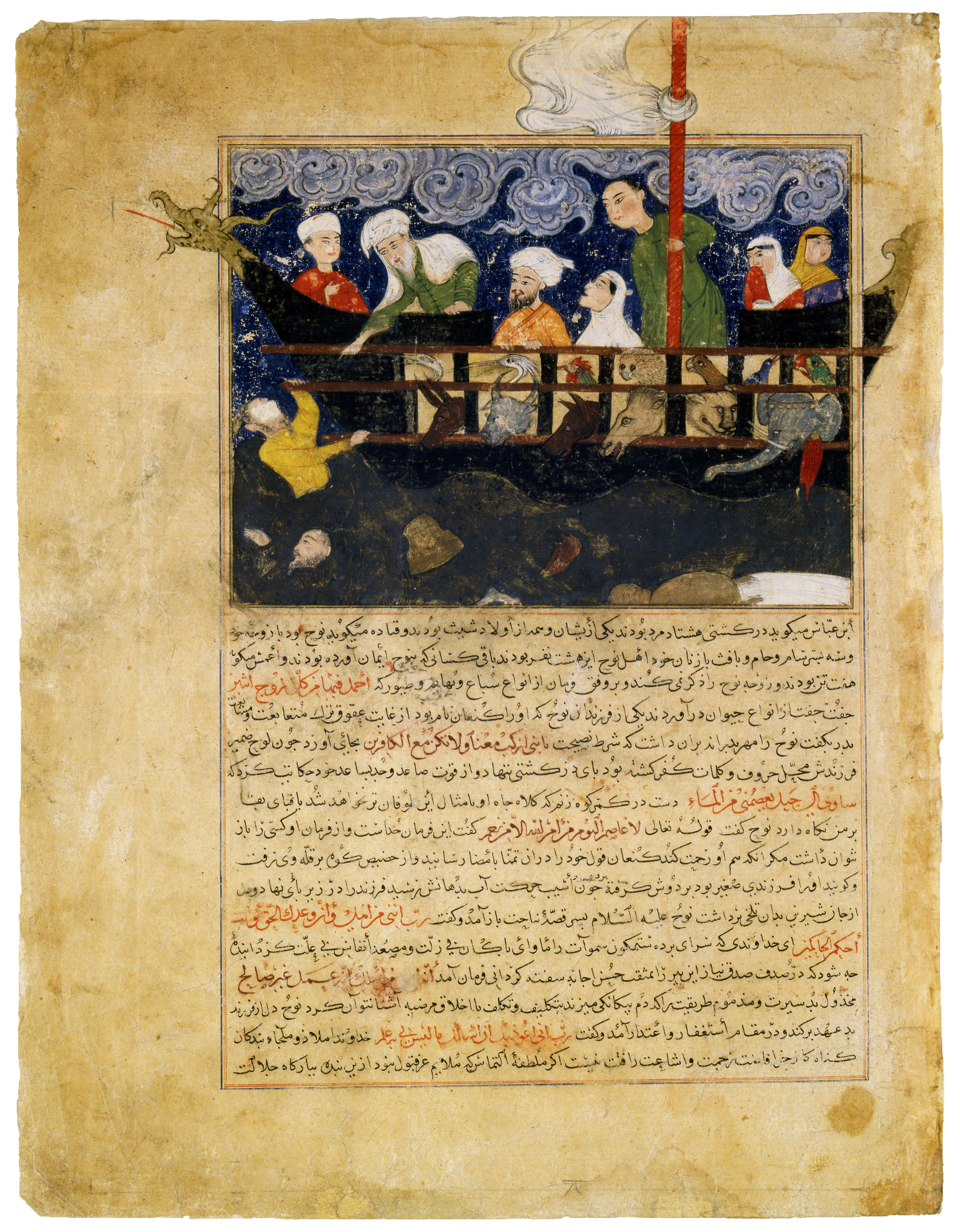
„Noahs Arche“: Miniatur aus dem Madschma al-tawarich des Ḥāfeẓ-e Abru, Herat, 15. Jh.

Nach der Machtübernahme in Persien durch die Timuriden hielt das Interesse an Raschid ad-Dins Werk an. Timurs Sohn Schāh Ruch besaß Kopien des Dschami' at-tawarich und beauftragte seinen Hofgeschichtsschreiber Ḥāfeẓ-e Abru eine Fortsetzung zu schreiben. Das früheste erhaltene Manuskript (Topkapı-Palastbibliothek, MS B 282), datiert 1415–16, enthält den ursprünglichen Text mit Hinzufügungen von Ḥāfeẓ. Ein weiteres Manuskript in der Bibliothèque nationale de France, Supplément persan 1113, von etwa 1430, enthält 113 Miniaturen. Die meisten hiervon behalten das ilchanidische Querformat bei, zeigen aber in Bildkomposition, Kleidung und Farbgebung Einflüsse der timuridischen Kunst.

## Übersetzungen
- Franz von Erdmann: Temudschin der Unerschütterliche. Nebst einer geographisch-ethnographischen Einleitung und den erforderlichen besondern Anmerkungen und Beilagen. Verlag F.A. Brockhaus, 1862 (Eine ältere deutsche Übersetzung, die allerdings auf einer verkürzten und – nach Michael Weiers – unzuverlässigen Handschrift beruht. Digitalisat).
- Rashid al-Din, Rashiduddin Fazlullah’s Jami’t-tawarikh (Compendium of Chronicles): A History of the Mongols, übersetzt von W. M. Thackston, 3 Bände (Harvard University, Dept. of Near Eastern Languages and Civilizations, 1998–1999).
- Karl Jahn (Hrsg.): Rašīd-ad-Dīn Faḍlallāh, Die Frankengeschichte des Rašid ad-Din (= Denkschriften / Österreichische Akademie der Wissenschaften, Philosophisch-Historische Klasse. Band 129; Veröffentlichungen der Iranischen Kommission / Österreichische Akademie der Wissenschaften. Band 4). Österreichische Akademie der Wissenschaften. Wien 1977, ISBN 978-3-7001-0194-9.